# Vice Chief of Staff of the United States Air Force
Il Vice Chief of Staff of the United States Air Force (VCSAF) è la seconda più alta qualifica militare dell'United States Air Force (USAF – l'aeronautica militare statunitense) dopo quella del Chief of Staff of the United States Air Force (CSAF). Nel qual caso quest'ultimo sia assente o impossibilitato a svolgere il proprio dovere, il VCSAF ne diventa il facente funzioni. Oltre a ciò, al VCSAF può essere richiesto anche di svolgere particolari compiti direttamente dal Presidente, dal Segretario all'aeronautica o dal Segretario della Difesa.
Il VCSAF viene nominato tale dal Presidente e necessita dell'approvazione tramite sistema maggioritario del Senato, guadagnando automaticamente il grado di generale a quattro stelle.

## Lista dei Vice Chief of Staff of the United States Air Force
| Nº | Nome e cognome         | Immagine | Periodo                           |
| -- | ---------------------- | -------- | --------------------------------- |
| 1  | Hoyt S. Vandenberg     |          | 1947–1948                         |
| 2  | Muir S. Fairchild      |          | 1948–1950                         |
| 3  | Nathan F. Twining      |          | 1950–1953                         |
| 4  | Thomas D. White        |          | 1953–1957                         |
| 5  | Curtis LeMay           |          | 1957–1961                         |
| 6  | Frederic H. Smith, Jr. |          | 1961–1962                         |
| 7  | William F. McKee       |          | 1962–1964                         |
| 8  | John P. McConnell      |          | 1964–1965                         |
| 9  | William H. Blanchard   |          | 1965–1966                         |
| 10 | Bruce K. Holloway      |          | 1966–1968                         |
| 11 | John D. Ryan           |          | 1968–1969                         |
| 12 | John C. Meyer          |          | 1969–1972                         |
| 13 | Horace M. Wade         |          | 1972–1973                         |
| 14 | Richard H. Ellis       |          | 1973–1975                         |
| 15 | William V. McBride     |          | 1975–1978                         |
| 16 | Lew Allen, Jr.         |          | 1978                              |
| 17 | James A. Hill          |          | 1978–1980                         |
| 18 | Robert C. Mathis       |          | 1980–1982                         |
| 19 | Jerome F. O'Malley     |          | 1982–1983                         |
| 20 | Lawrence A. Skantze    |          | 1983–1984                         |
| 21 | Larry D. Welch         |          | 1984–1985                         |
| 22 | John L. Piotrowski     |          | 1985–1987                         |
| 23 | Monroe W. Hatch, Jr.   |          | 1987–1990                         |
| 24 | John M. Loh            |          | 1990–1991                         |
| 25 | Michael P.C. Carns     |          | 1991–1994                         |
| 26 | Thomas S. Moorman, Jr. |          | 1994–1997                         |
| 27 | Ralph Eberhart         |          | 1997–1999                         |
| 28 | Lester L. Lyles        |          | 1999–2000                         |
| 29 | John W. Handy          |          | 2000–2001                         |
| 30 | Robert H. Foglesong    |          | 2001–2003                         |
| 31 | T. Michael Moseley     |          | 2003–2005                         |
| 32 | John D.W. Corley       |          | 2005–2007                         |
| 33 | Duncan J. McNabb       |          | Settembre 2007 - 5 settembre 2008 |
| 34 | William M. Fraser III  |          | 9 ottobre 2008 - 27 agosto 2009   |
| 35 | Carrol H. Chandler     |          | 27 agosto 2009 - 14 gennaio 2011  |
| 36 | Philip M. Breedlove    |          | 14 gennaio 2011 - 27 luglio 2012  |
| 37 | Larry O. Spencer       |          | 27 luglio 2012 - Presente         |